# Moerckia blyttii
Moerckia blyttii ist eine Lebermoos-Art aus der Familie Moerckiaceae. Deutsche Namen sind Blytts Moerchmoos, Goldfilziges Moerchmoos und Goldfilziges Salatblattmoos.

## Merkmale
Der Thallus von Moerckia blyttii ist grasgrün, etwa 4 bis 10 Millimeter breit, bis 2 Zentimeter lang und hat aufgebogene, wellige oder krause Ränder. Die Thallusrippe ist bis etwa 20 bis 30 Zellen dick, im Querschnitt fehlen Stränge aus differenzierten Zellen. Die Unterseite ist mit goldbraunen bis goldgelben Rhizoiden besetzt. Die Art ist diözisch. Die Oberseiten der männlichen, weiblichen und oft auch der sterilen Thalli tragen längs der Rippe zahlreiche kleine schuppenförmige Blättchen. Antheridien und Archegonien befinden sich zwischen ähnlich geformten Blättchen auf der Oberseite der Rippe. Das Pseudoperianth (inneres Perichätium) ist ellipsoidisch bis birnenförmig, oben faltig und an der Mündung gezähnt. Reife Sporen sind 30 bis 42 Mikrometer groß, rotbraun und weisen niedrige, unregelmäßig verlaufende Leisten auf.

## Standortansprüche
Die Art besiedelt kalkarmen oder kalkfreien, humosen oder sandigen Boden, auch Erd- oder Humusauflagen auf Gestein. Die Wuchsorte sind in Mitteleuropa weitgehend auf Gebirgslagen (hochmontan bis alpin) beschränkt, sind dauernd feucht bis nass und lichtreich bis halbschattig. Oft sind es Schneeböden oder lange schneebedeckte Stellen in Alpinrasen.

## Verbreitung
Als Gebirgsmoos liegt der Verbreitungsschwerpunkt in den kalkarmen Teilen der Zentralalpen, hier kommt es zerstreut bis verbreitet vor. Außerhalb der Alpen werden einzelne Funde im Bayerischen Wald, Hochschwarzwald und Harz genannt. In Europa reichen die Vorkommen von den Alpen, Karpaten und dem Kaukasus als südliche Verbreitungsgrenze gegen Norden bis Island und zum nördlichen Skandinavien. Weitere Vorkommen gibt es im nördlichen Nordamerika und im nördlichen Asien.